# Рот-Вайсс (футбольный клуб, Оберхаузен)
«Рот-Вайсс» (нем. Rot-Weiß Oberhausen) — спортивное общество из города Оберхаузен, Северный Рейн-Вестфалия, образованное 18 декабря 1904 года слиянием клубов Emschertaler SV и Oberhausener Turnverein. Общество насчитывает 1200 членов и в настоящее время представляет только футбольный клуб.

## История
Клуб был образован 18 декабря 1904 года как Oberhausener Spielverein путём объединения созданного в 1902 году Emschertaler SV и Oberhausener TV 1873.
В первое послевоенное время самый большой успех пришёл, когда «Рот-Вайсс» в каждом сезоне завоёвывал высший титул на чемпионате района Нижний Рейн. Последний матч «Оберхаузен» провёл против «Бенрата», в котором победил со счётом 2:0. В следующем сезоне 1946/47 команда уверенно выиграла районную Лигу Правого Нижнего Рейна, после чего квалифицировались в Оберлигу зоны «Запад». В последнем круге Лиги Нижнего Рейна они должны были защитить свой титул и в последней игре победили «Фортуну» из Дюссельдорфа со счётом 3:1.
В новой Оберлиге «Запад» «Рот-Вайсс» как в сезоне 1947/48, так и 1948/49 финишировали на пятом месте. После одиннадцатого места в сезоне 1949/50 команда стала 13-й по итогам сезона 1950/51 из-за худшей разницы пропущенных и забитых мячей с командой Sportfreunden Katernberg.

## Достижения
- Чемпион Нижнего Рейна: 1946, 1947
- Чемпион Региональной Лиги «Запад»: 1969
- Выход в Бундеслигу: 1969
- Выход во Вторую Бундеслигу: 1979, 1983, 1998, 2008
- Чемпион Региональной Лиги «Запад»/«Юго-запад»: 1998
- Победитель Кубка Нижнего Рейна: 1996, 1998
- Выход в полуфинал Кубка Германии, где потерпел поражение от «Баварии» 1:3. Победы в матчах против «Гамбурга» и мёнхенгладбахской «Боруссии».